# ایزدخواست
ایزَدخواست یا یزدخواست شهری در بخش مرکزی شهرستان آباده استان فارس در جنوب ایران است.
این شهر شمالی ترین نقطه استان فارس از لحاظ مختصات جغرافیایی و مسکونی بودن است.
این شهر دارای سابقه باستانی بسیار است و اکثریت نزدیک به اتفاق جهانگردان خارجی، در سیاحت‌نامه‌های خود از این شهر و دژ آن یاد کرده‌اند. بومیان ایزدخواست از لحاظ قومی پارس هستند و زبانشان پارسی با گویش ایزدخواستی است. قطعه یک آزادراه شیراز - اصفهان از کنار این شهرستان عبور می‌کند.
ایزدخواست به دروازه تمدن استان فارس مشهور است.
پس از ورود به استان فارس از طریق بزرگراه اصفهان - شیراز، ایزدخواست نخستین شهر سر راه است. سد ایزدخواست مربوط به دوره ساسانیان است و در ۵ کیلومتری این شهر قرار دارد. این سد اولین سد قوسی جهان است.
قلعه ایزدخواست (دژ ایزدخواست) نخستین منطقه آپارتمان‌نشینی در جهان است و این قلعه که در ارتفاع بوده و تنها یک در ورودی داشته است از نظر استراتژیک فوق‌العاده بوده و ورود دشمن به این قلعه نیز به‌نوعی ناممکن بوده است. در کنار قلعه نیز آتشکده ساسانی قرار دارد.

## تاریخ یزدخواست
ضبط‌های دیگر نام آن یزدخواست، ایزدخواست، یزدخاست ،ایزدخاست،یزدخاص،ایزدخاص است.

### قلعه ایزدخواست
در دهخدا چنین آمده‌ است:
«نام قلعه‌ای است در اراضی ولایت فارس که به اصفهان اقرب است و آن را ایزدخواست گویند. سبب تسمیه‌اش را نوشته‌اند که لشکری بدانجا مقام کرده بودند چندان برف ببارید که بیشتر آنها در زیر برف بمردند. فردا که سؤال و گفتگو شد که چرا چنین وهنی اتفاق افتاد بزرگ ایشان گفت: «ایزد خواست» و در آنجا توقف کردند و اموات را دفن کرده قریه‌ای بنا نمودند به این نام معروف و موسوم شد. (انجمن‌آرا) (آنندراج): در آن موضع دیهی بنا کردند و یزدخواست نام نهادند یعنی خدا هلاک ایشان خواست.
بنای قلعه در کنار دره‌ای است و اصل بنای آن چند طبقه است؛ و در پایین آن خانه‌های روستاست.
همچنین مسجدی که در این مجموعه بر اسکلت چهارطاقی ساسانی بنا شده و پایه‌های سنگی ساسانی دیوارهای آن هنوز موجود است.
این مسجد بر روی آتشکدهٔ قلعه بنا شده‌است که از مساجد ابتدایی ایران و به سبک معماری خیمه‌ای می‌باشد.

## آثار قدیمی
- قلعه ایزدخواست، از دوره ساسانی
- کاروانسرای ایزدخواست
- پل ایزدخواست
- سد قوسی ایزدخواست

## مشاهیر
- سید افشین یداللهی

## نگارخانه

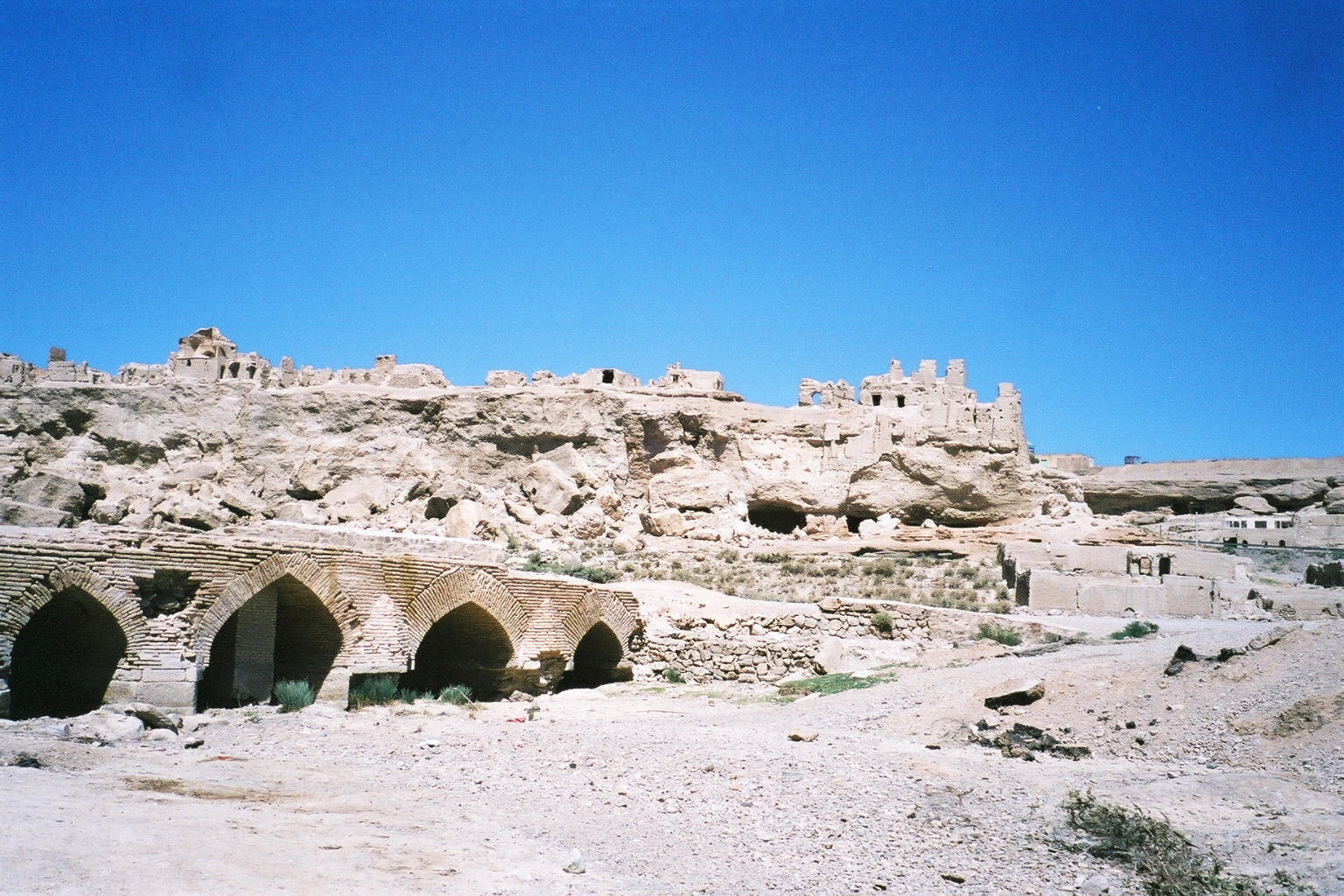
ویرانه‌های روزگار ساسانی در ایزدخواست
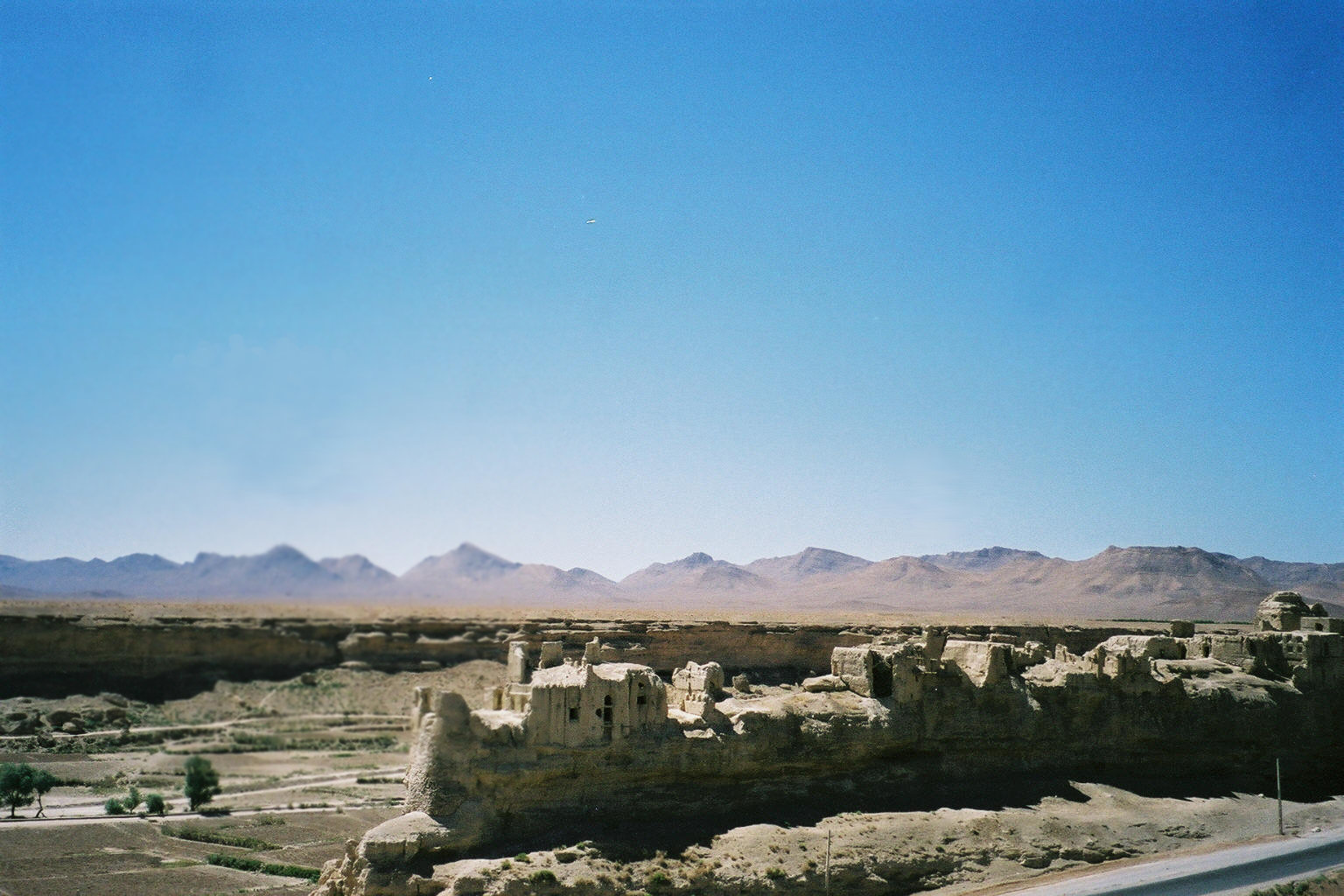
ویرانه‌های روزگار ساسانی
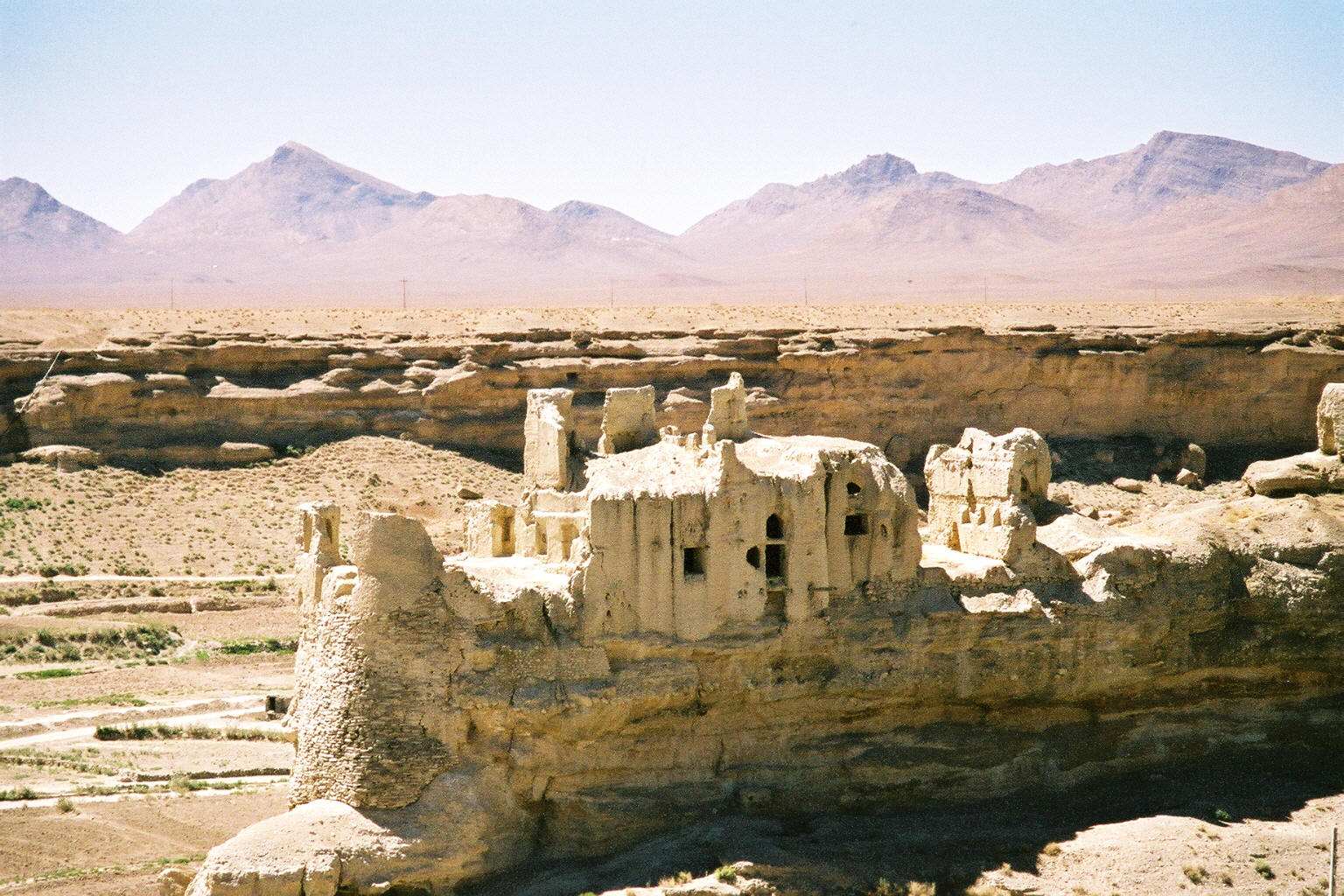
ویرانه‌های روزگار ساسانی
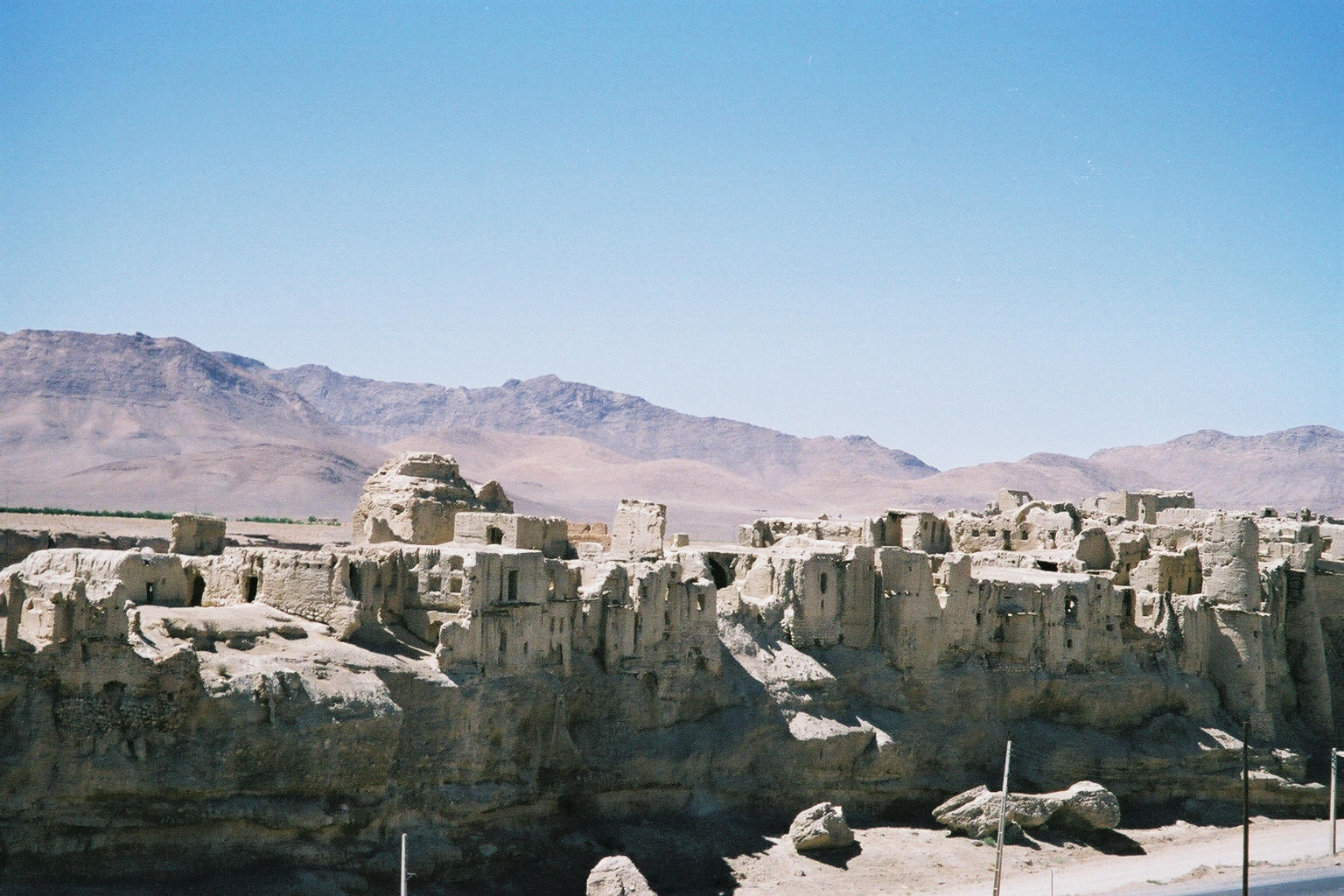
ویرانه‌های روزگار ساسانی
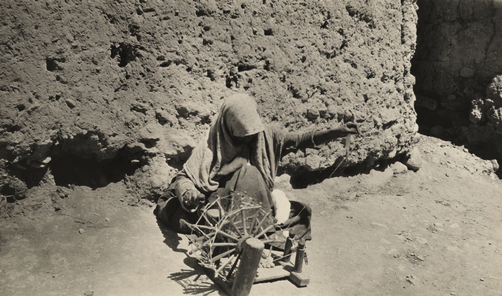
ایزدخواست - دهه ۱۹۲۰ میلادی
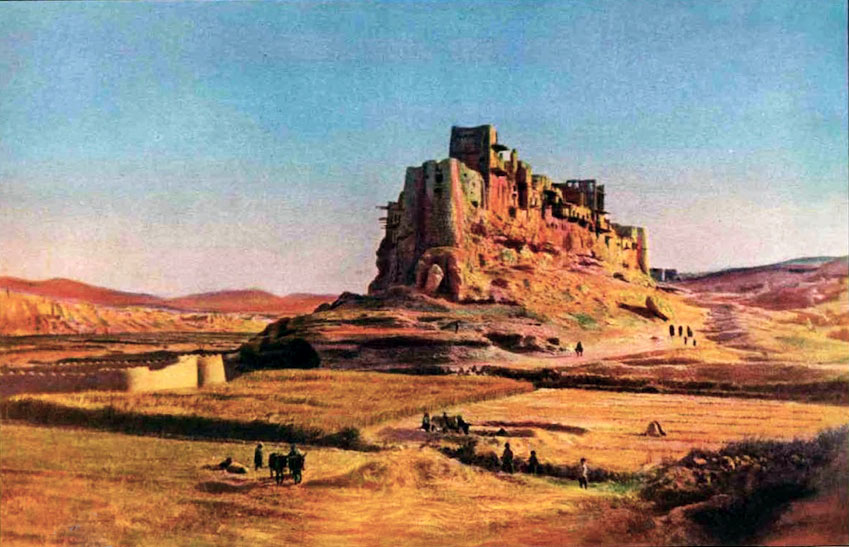
ایزدخواست - دهه ۱۹۲۰ میلادی
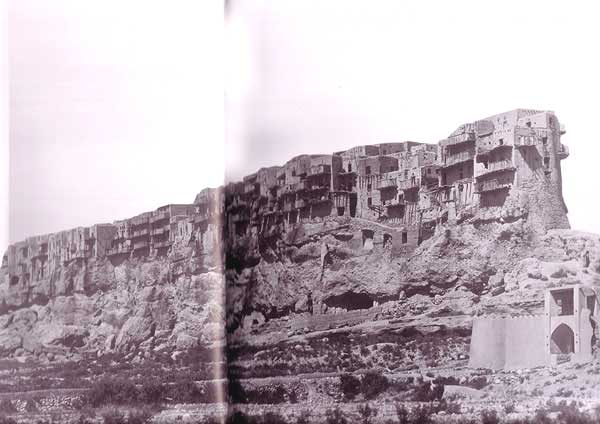
ایزدخواست - سال ۱۸۷۳ میلادی
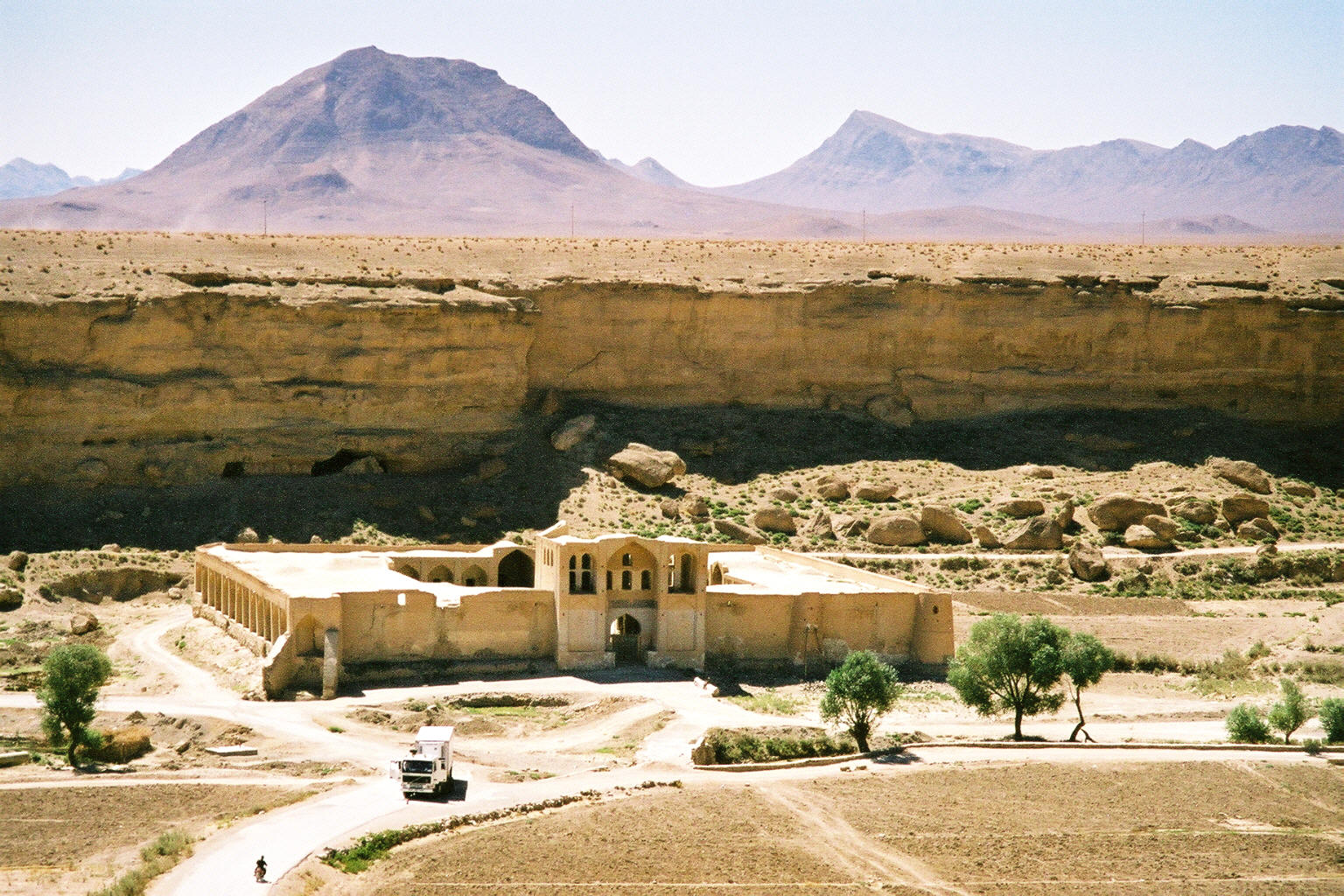
کاروانسرای ایزدخواست
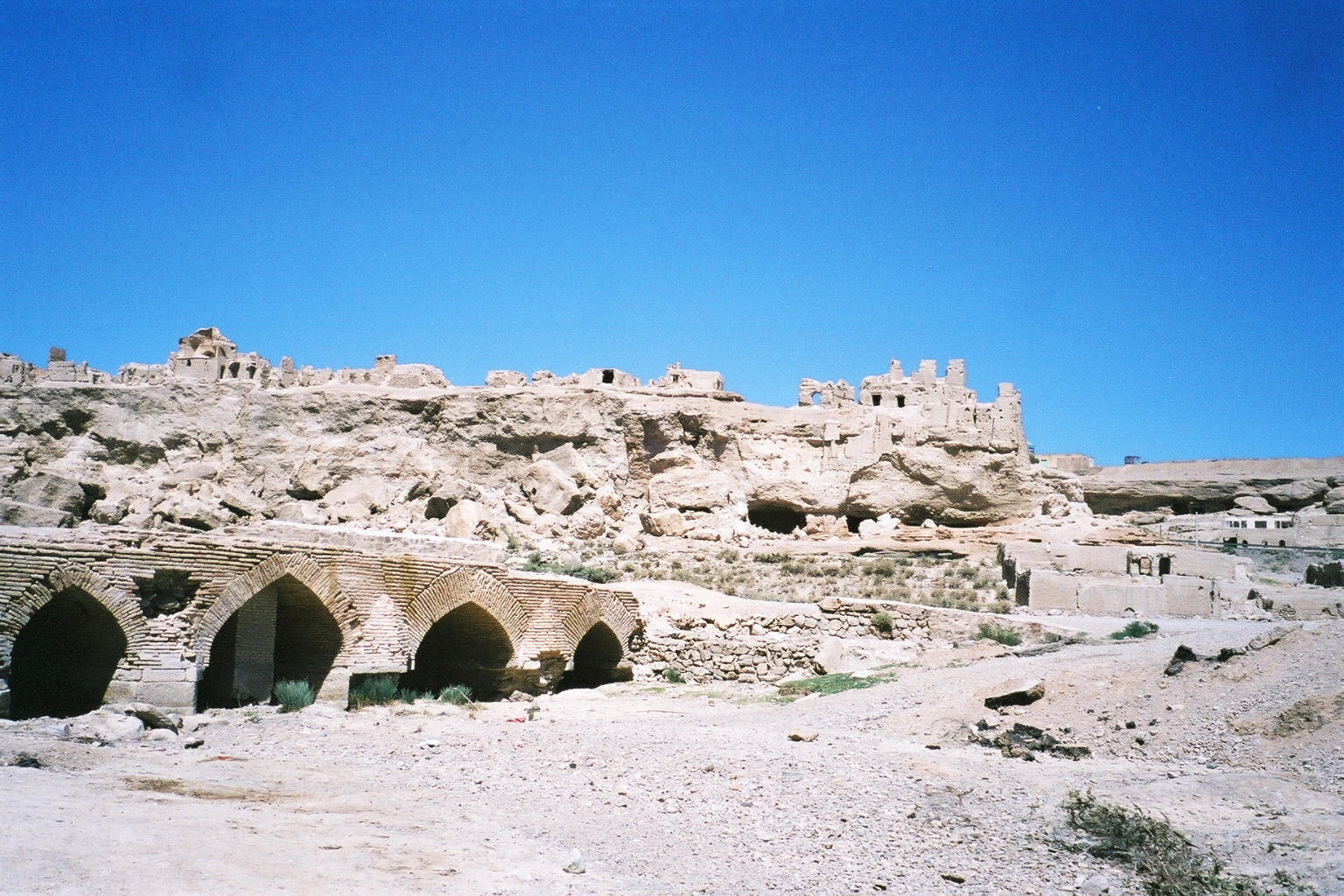
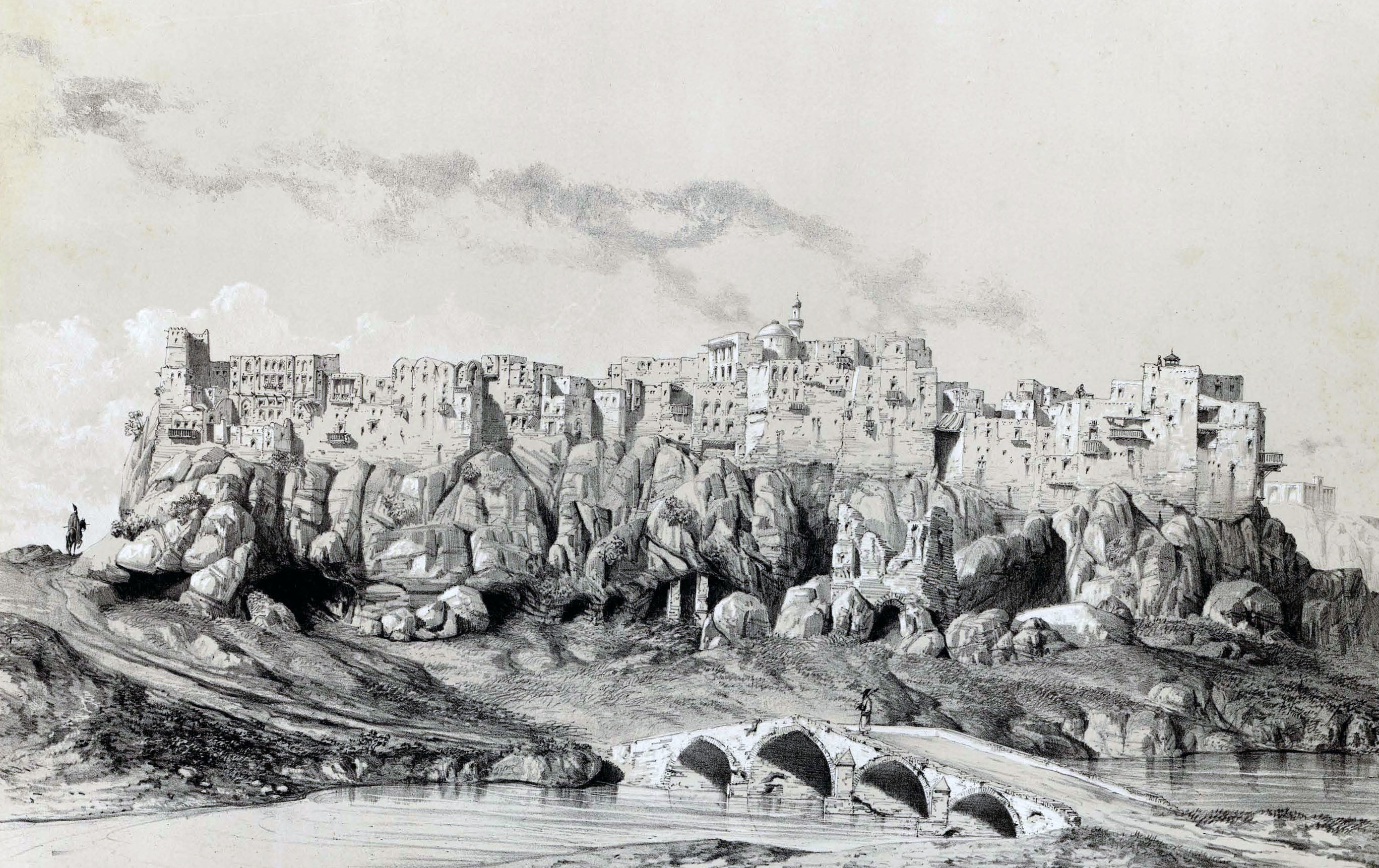